# Leadville
Leadville je město v centrální části Colorada, ve Spojených státech amerických. Nachází se v okrese Lake County. Město leží v severní části údolí řeky Arkansas, v nadmořské výšce 3 105 m. Leadville má rozlohu méně než 3 km2 a žije zde okolo 2 600 obyvatel. Leadville bylo založeno v roce 1878 jako horní město, bylo jedním z center okolního těžebního průmyslu. V okolí města se těžilo stříbro, v širší oblasti zlato, olovo, zinek, mangan a molybden.

## Geografie
Leadville leží v jižní části Skalnatých hor, při úpatí nejvyššího pohoří Skalnatých hor Sawatch Range. 20 km jihozápadně od města leží nejvyšší hora Skalnatých hor Mount Elbert. 17 km jihozápadně leží další z nejvyšších vrcholů Mount Massive, dále na jih pak Mount Harvard, Mount Princeton nebo Mount Yale.

## Podnebí
Leadville má subpolární podnebí až semiaridní podnebí. Zimy jsou velmi studené, léta mírná. Roční úhrn srážek je 309 mm.

| Leadville – podnebí                    | Leadville – podnebí | Leadville – podnebí | Leadville – podnebí | Leadville – podnebí | Leadville – podnebí | Leadville – podnebí | Leadville – podnebí | Leadville – podnebí | Leadville – podnebí | Leadville – podnebí | Leadville – podnebí | Leadville – podnebí | Leadville – podnebí |
| Období                                 | leden               | únor                | březen              | duben               | květen              | červen              | červenec            | srpen               | září                | říjen               | listopad            | prosinec            | rok                 |
| -------------------------------------- | ------------------- | ------------------- | ------------------- | ------------------- | ------------------- | ------------------- | ------------------- | ------------------- | ------------------- | ------------------- | ------------------- | ------------------- | ------------------- |
| Průměrné denní maximum [°C]            | −0,5                | 0,9                 | 3,8                 | 7,7                 | 13,7                | 19,7                | 22,3                | 20,8                | 17,1                | 10,9                | 3,6                 | −0,5                | 10,0                |
| Průměrné denní minimum [°C]            | −16,1               | −15,3               | −11,8               | −7,4                | −2,9                | 0,5                 | 3,2                 | 2,9                 | −0,6                | −5,1                | −11,1               | −15,7               | −6,6                |
| Průměrné srážky [mm]                   | 16,8                | 21,3                | 23,9                | 26,9                | 17,3                | 22,6                | 44,4                | 50,3                | 27,2                | 18,8                | 20,3                | 19,3                | 309,1               |
| Zdroj: Western Regional Climate Center |                     |                     |                     |                     |                     |                     |                     |                     |                     |                     |                     |                     |                     |